# 세실리아 수아레스
세실리아 수아레스(Cecilia Suárez, 1971년 11월 22일 ~ )는 멕시코의 배우이다.

## 출연 작품
- 오버보드 - 막달레나 역